# Bamsehospitalet
Bamsehospitalet er en aktivitet under ungdomsorganisationen IMCC, der har eksisteret siden 2001. Bamsehospitalet er drevet af frivillige studerende og har lokalafdelinger i Aalborg, Aarhus, Esbjerg, Holstebro, København og Odense. Formålet med projektet er at forbedre børns forhold til sundhedsvæsnet. Dette sker ved at besøge daginstitutioner, biblioteker og offentlige rum, hvor der afholdes et bamsehospital, som er en simulation af et hospital, hvor barnet har sin bamse med som patient. Gennem legen bliver barnet præsenteret for forskellige redskaber og personer i sundhedsvæsnet, bl.a. CT-scanner, lægesekretær, gips, stetoskop osv.
Bamsehospitalet danner grundlaget for det populære børneprogram, "Bamselægen" på DR Ramasjang, der er bygget op om et univers lig det, børnene møder, når kommer på Bamsehospitalet. Aktivitetens frivillige bidraget til selve konceptualiseringen, manuskriptskrivningen, castingen og ikke mindst været en stor del af faglige og erfaringsmæssige fundament, der har givet programmet liv uden for sendefladen.
I oktober 2016 udkom børnebogen "Bjørn på Bamsehospitalet" skrevet af Rosa Gjerluff Nyholm & Elisabeth Gjerluff Nielsen og udgivet ved FADL's Forlag. Bogen handler om drengen Bjørn, der finder en medtaget bamse på en genbrugsplads med en brækket arm og et hængende øje. Bjørn bringer bamsen til et bamsehospital, hvor de møder en bamsesygeplejerske, en bamserøntgenlæge og en bamselæge. Bogen er udgivet i samarbejde med Bamsehospitalet.
Bamsehospitalet i Aarhus og Odense besøger jævnligt børneafdelinger på hospitaler i tilhørende region og har bl.a. besøgt Dokk1, Forskningens døgn på Syddansk Universitet samt Uddannelses- og Forskningsministeriet. Desuden er der samarbejde med bl.a. Københavns brandvæsen ved eks. 1-1-2-dagen og De Danske Hospitalsklovne ved det årligt tilbagevendende arrangement - Bamsehospitalet i Bruuns Galleri.
Bamsehospitalet støttes af Børneulykkesfonden.
Som en del af Bamsehospitalet findes projektet Sund Krop, hvor sundhedsfaglige studerende gennem leg og læring underviser indskolingselever i den syge og den raske krop, sundhed og sundhedsvæsnet. Sund Krop findes pr. december 2019 i Aarhus og København. Sund Krop tager jævnligt på heldagsbesøg hos skoler i nærområdet for at afholde en interaktiv og legende workshop om hjernen, hjertet, lungerne, knoglerne, musklerne, maven, tarmene, hygiejne og/eller hvad man møder hos lægen. Sund Krop har udover at undervise i skolerne, deltaget ved Kulturnatten 2017 og 2018 i Uddannelses- og Forskningsministeriet.